# Гайана на Олимпийских играх
Гайана принимала участие в семнадцати летних Олимпийских играх. Дебютировала на Играх в Лондоне в 1948 году, под названием Британская Гвиана и с тех пор принимала участие во всех летних Олимпийских играх, кроме Игр 1976 года в Монреале. На Играх в Мехико в 1968 году Гайана впервые выступила под своим нынешним названием. В зимних Олимпийских играх спортсмены Гайаны участия не принимали.
За время выступления на Олимпийских играх спортсмены Гайаны завоевали одну олимпийскую медаль. На Играх в Москве в 1980 году 22-летний боксёр Майкл Энтони принёс своей стране бронзовую медаль в весовой категории до 54 кг.

## Медали
| Медаль | Спортсмен    | Игры        | Вид спорт | Дисциплина |
| ------ | ------------ | ----------- | --------- | ---------- |
| Бронза | Майкл Энтони | 1980 Москва | Бокс      | до 54 кг   |

## Таблица медалей

### Летние Олимпийские игры
| Игры                | Спортсменов                                    | Золото                                         | Серебро                                        | Бронза                                         | Всего                                          | Место                                          |
| ------------------- | ---------------------------------------------- | ---------------------------------------------- | ---------------------------------------------- | ---------------------------------------------- | ---------------------------------------------- | ---------------------------------------------- |
| 1948 Лондон         | 4                                              | 0                                              | 0                                              | 0                                              | 0                                              | —                                              |
| 1952 Хельсинки      | 1                                              | 0                                              | 0                                              | 0                                              | 0                                              | —                                              |
| 1956 Мельбурн       | 4                                              | 0                                              | 0                                              | 0                                              | 0                                              | —                                              |
| 1960 Рим            | 5                                              | 0                                              | 0                                              | 0                                              | 0                                              | —                                              |
| 1964 Токио          | 1                                              | 0                                              | 0                                              | 0                                              | 0                                              | —                                              |
| 1968 Мехико         | 5                                              | 0                                              | 0                                              | 0                                              | 0                                              | —                                              |
| 1972 Мюнхен         | 3                                              | 0                                              | 0                                              | 0                                              | 0                                              | —                                              |
| 1976 Монреаль       | не принимала участие                           | не принимала участие                           | не принимала участие                           | не принимала участие                           | не принимала участие                           | не принимала участие                           |
| 1980 Москва         | 8                                              | 0                                              | 0                                              | 1                                              | 1                                              | 35                                             |
| 1984 Лос-Анджелес   | 10                                             | 0                                              | 0                                              | 0                                              | 0                                              | —                                              |
| 1988 Сеул           | 8                                              | 0                                              | 0                                              | 0                                              | 0                                              | —                                              |
| 1992 Барселона      | 6                                              | 0                                              | 0                                              | 0                                              | 0                                              | —                                              |
| 1996 Атланта        | 7                                              | 0                                              | 0                                              | 0                                              | 0                                              | —                                              |
| 2000 Сидней         | 4                                              | 0                                              | 0                                              | 0                                              | 0                                              | —                                              |
| 2004 Афины          | 4                                              | 0                                              | 0                                              | 0                                              | 0                                              | —                                              |
| 2008 Пекин          | 4                                              | 0                                              | 0                                              | 0                                              | 0                                              | —                                              |
| 2012 Лондон         | 6                                              | 0                                              | 0                                              | 0                                              | 0                                              | —                                              |
| 2016 Рио-де-Жанейро | 6                                              | 0                                              | 0                                              | 0                                              | 0                                              | —                                              |
| 2020 Токио          | 7                                              | 0                                              | 0                                              | 0                                              | 0                                              | —                                              |
| 2024 Франция        | на данный момент нет подтвержденных участников | на данный момент нет подтвержденных участников | на данный момент нет подтвержденных участников | на данный момент нет подтвержденных участников | на данный момент нет подтвержденных участников | на данный момент нет подтвержденных участников |
| Итого               | Итого                                          | 0                                              | 0                                              | 1                                              | 1                                              |                                                |